# Komunistické povstání na Filipínách
Komunistické povstání na Filipínách je pokračující ozbrojený konflikt mezi filipínskou vládou a Novou lidovou armádou (NPA), která je ozbrojeným křídlem marxisticko-leninsko-maoistické Komunistické strany Filipín (CPP, v roce 1968 znovuzaložené Komunistické strany Filipín), založené roku 1969 a řídící se maoistickými zásadami „lidové války“. Konflikt je spojen také s Národní demokratickou frontou Filipín (NDFP), která je politickým křídlem CPP. Od roku 1969 si konflikt vyžádal přes 43 000 obětí.
Historie povstání se datuje od 29. března 1969 – konce období Třetí Filipínské republiky, státního zřízení existujícího v letech 1946 až 1972, kdy se nově vzniklá Komunistická strana Filipín (CPP) maoisty, revolucionáře a profesora literatury Josého Marii Sisona spojila s malou ozbrojenou skupinou vedenou Bernabem Buscaynem. Buscaynova skupina, původně jednotka marxisticko-leninské Komunistické strany Filipín založené roku 1930, se přejmenovala na Novou lidovou armádu (NPA) a stala se ozbrojeným křídlem Sisnem oživené Komunistické strany Filipín (CPP). O necelé dva roky později zavedl prezident Ferdinand Marcos stanné právo, což vedlo k radikalizaci mnoha mladých lidí a rychlému růstu CPP-NPA.
Komunistická strana Filipín-1930 vznikla ve 30. letech 20. století. V roce 1948 vyvolala povstání, které prakticky vedlo v roce 1954 ke konci strany, která se do té doby orientovala na sovětský model. Povstání na Filipínách se datují od dob povstání proti Španělskému impériu (Španělské impérium existovalo 1492–1975) a od války proti Spojeným státům (USA vznikly 4. července 1776), která vedla k ozbrojenému konfliktu Moro trvajícímu od 29. března 1969 do současnosti. Islamistické skupiny v něm usilují o odtržení. Kořeny lze vystopovat k Morskému povstání proti nadvládě Spojených států v roce 1899. V konfliktu bylo od roku 1978 zabito přibližně 150 000 lidí. Odhaduje se, že na převážně katolických Filipínách jde o největší separatistickou skupinu s asi 12 000 stoupenci, která je aktivní v jižní oblasti Mindanao, který je druhým největším ostrovem Filipín. Iniciativy pro mírová jednání existují od roku 1997.
Nová lidová armáda (NPA) založena v roce 1969 jako ozbrojená složka Komunistické strany Filipín (CPP) působí na ostrovech Luzon, Samar, Leyte, Surigao a Agusan. Od konce 60. let NPA bojovala v různých filipínských provinciích a oddělilo se od ní mnoho skupin. V letech 1971 až 2002 zahynulo okolo 10 000 vojáků a policistů, asi 23 000 povstalců a přibližně 11 000 civilistů. Během bojů a po nich docházelo také k mimosoudním popravám zajatých povstalců, údaje komunistických organizací a nezávislých právníků se ale značně liší.
V 80. letech komunistické povstání (povstalecké hnutí) zažilo období čistek podobných stalinským, kdy řada domnělých kontrarevolucionářů byla zabita. V roce 1992 se NPA rozdělila na dvě frakce. Na frakci prosazující znovuzískání moci, kterou vedl José María Sison, a frakci odmítající, která prosazovala vytvoření větších vojenských jednotek a městských povstání, vedenou Romulem Kintanarem a Arturem Tabarem, považovanými od té doby frakcí vedenou Sisonem za kontrarevolucionáře a „lovnou zvěř pro revoluční spravedlnost“. Ze skupiny nakonec vzniklo třináct menších frakcí. Do roku 2002 dostávala NPA značnou podporu ze zahraničí, ale pozdější vývoj Sisona přiměl spoléhat se více na podporu z místních zdrojů.
Povstání CPP-NPA je nejdéle trvajícím komunistickým povstáním na světě a je největším a nejvýznamnějším komunistickým konfliktem na Filipínách, na rozdíl od povstání marxisticko-leninské Dělnické revoluční strany trvajícím od roku 1995 do současnosti a již zaniklého povstání komunistické guerilly Hukbalahap z let 1942 až 1954 a Kordillerské lidově osvobozenecké armády (CPLA) z let 1986 až 2011.
V letech 1969 až 2008 bylo zaznamenáno více než 43 000 úmrtí v souvislosti s povstáním. Dalším povstáním je povstání Marxisticko-leninské strany Filipín a jejího ozbrojeného křídla Rebolusyonaryong Hukbong Bayan (RHB), které se v roce 1998 odtrhlo od Komunistické strany Filipín (CPP) a od té doby je v konfliktu s vládou i CPP.

## Mírové rozhovory
V listopadu 2017 označil vedoucí poradce Národní demokratické fronty Filipín (NDFP) Luis Jalandoni filipínského prezidenta Rodriga Duterteho za „šíleného tyrana“ sabotujícího mírová jednání. Duterte podepsal proklamaci č. 360, kterou mírové rozhovory zrušil. Palác se odvolal na pokračující násilnosti a nepřátelské akce NPA přes snahu vlády v mírových jednáních pokračovat. Od roku 1968, kdy studentský aktivista a člen Komunistické strany Filipín-1930 José María Sison obnovil Komunistickou stranu Filipín v roce 1969, do listopadu 2017 měly Filipíny sedm prezidentů. Podle Úřadu prezidentského poradce pro mírový proces vedly filipínská vláda a CPP-NPA-NDFP od roku 1986 do listopadu 2017 více než 40 kol mírových rozhovorů.